# Погулянка (Березинський район)
Погулянка (біл. вёска Пагулянка) — село в складі Березинського району Мінської області, Білорусь. Село підпорядковане Поплавській сільській раді, розташоване в східній частині області.